# Crisis del dólar durante el gobierno de Luis Arce

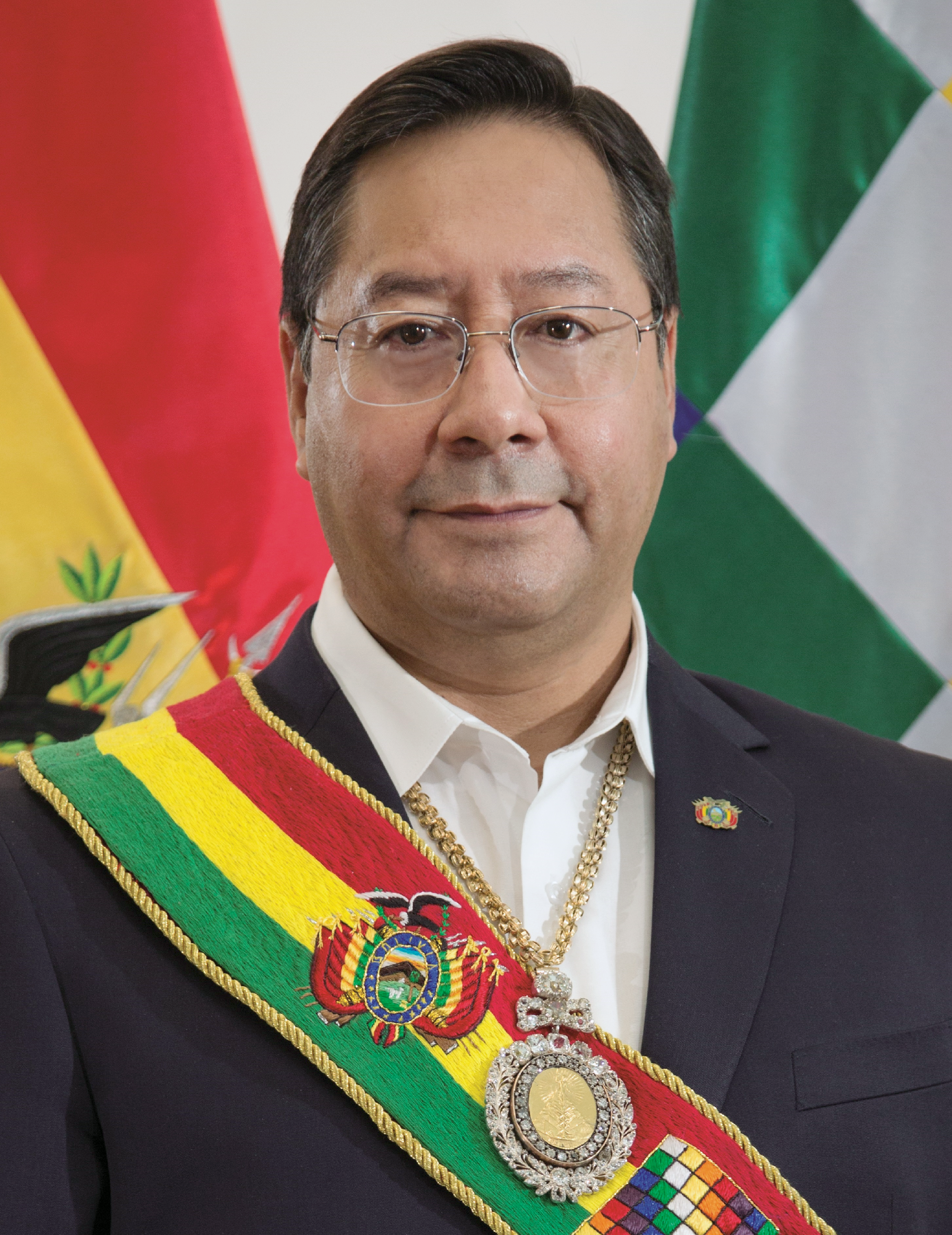
Presidente Constitucional de Bolivia y Capitán General de las Fuerzas Armadas de la Nación Luis Alberto Arce Catacora (1963) asumió la presidencia del país desde el 8 de noviembre de 2020.

La Crisis del dólar durante el gobierno de Luis Arce se refiere a la escasez de dólares que existe en Bolivia durante el gobierno del presidente Luis Arce Catacora desde febrero de 2023.

## Antecedentes

### Tipo de cambio flotante (1987-2005)
| Tipo de Cambio Promedio Anual del Boliviano frente al Dólar | Tipo de Cambio Promedio Anual del Boliviano frente al Dólar | Tipo de Cambio Promedio Anual del Boliviano frente al Dólar | Tipo de Cambio Promedio Anual del Boliviano frente al Dólar |
| Año                                                         | Tipo de Cambio                                              | Año                                                         | Tipo de Cambio                                              |
| ----------------------------------------------------------- | ----------------------------------------------------------- | ----------------------------------------------------------- | ----------------------------------------------------------- |
| 1987                                                        | 1 dólar = Bs 2,05                                           | 1997                                                        | 1 dólar = Bs 5,24                                           |
| 1988                                                        | 1 dólar = Bs 2,34                                           | 1998                                                        | 1 dólar = Bs 5,50                                           |
| 1989                                                        | 1 dólar = Bs 2,69                                           | 1999                                                        | 1 dólar = Bs 5,80                                           |
| 1990                                                        | 1 dólar = Bs 3,17                                           | 2000                                                        | 1 dólar = Bs 6,17                                           |
| 1991                                                        | 1 dólar = Bs 3,58                                           | 2001                                                        | 1 dólar = Bs 6,59                                           |
| 1992                                                        | 1 dólar = Bs 3,89                                           | 2002                                                        | 1 dólar = Bs 7,15                                           |
| 1993                                                        | 1 dólar = Bs 4,26                                           | 2003                                                        | 1 dólar = Bs 7,64                                           |
| 1994                                                        | 1 dólar = Bs 4,61                                           | 2004                                                        | 1 dólar = Bs 7,92                                           |
| 1995                                                        | 1 dólar = Bs 4,79                                           | 2005                                                        | 1 dólar = Bs 8,04                                           |
| 1996                                                        | 1 dólar = Bs 5,07                                           |                                                             |                                                             |

### Tipo de cambio fijo (2005-presente)
Cuando el dirigente cocalero Evo Morales Ayma llegó a la presidencia, el 22 de enero de 2006, el dólar en el mercado boliviano se cotizaba por arriba de los 8 bolivianos. Durante los primeros 5 años de su gobierno, el tipo de cambio disminuyó hasta situarse por debajo de los 7 bolivianos. 
El 2 de noviembre de 2011 sería una fecha histórica en la historia monetaria del país debido a que fue la última vez que el tipo cambiario se modificó cuando pasó de cotizar de Bs. 6,97 a 6,96 para la venta de dólares y de Bs. 6,87 a 6,86 para la compra de dólares, quedando de esa manera oficialmente instaurada dicha cotización desde aquel entonces. Con esta medida, el gobierno intentó fomentar la "Bolivianización" de la economía boliviana.
| Tipo de Cambio Promedio Anual del Boliviano frente al Dólar | Tipo de Cambio Promedio Anual del Boliviano frente al Dólar | Tipo de Cambio Promedio Anual del Boliviano frente al Dólar | Tipo de Cambio Promedio Anual del Boliviano frente al Dólar |
| Año                                                         | Tipo de Cambio                                              | Año                                                         | Tipo de Cambio                                              |
| ----------------------------------------------------------- | ----------------------------------------------------------- | ----------------------------------------------------------- | ----------------------------------------------------------- |
| 2005                                                        | 1 dólar = Bs 8,04                                           | 2016                                                        | 1 dólar = Bs 6,86                                           |
| 2006                                                        | 1 dólar = Bs 7,96                                           | 2017                                                        | 1 dólar = Bs 6,86                                           |
| 2007                                                        | 1 dólar = Bs 7,79                                           | 2018                                                        | 1 dólar = Bs 6,86                                           |
| 2008                                                        | 1 dólar = Bs 7,18                                           | 2019                                                        | 1 dólar = Bs 6,86                                           |
| 2009                                                        | 1 dólar = Bs 6,97                                           | 2020                                                        | 1 dólar = Bs 6,86                                           |
| 2010                                                        | 1 dólar = Bs 6,97                                           | 2021                                                        | 1 dólar = Bs 6,86                                           |
| 2011                                                        | 1 dólar = Bs 6,88                                           | 2022                                                        | 1 dólar = Bs 6,86                                           |
| 2012                                                        | 1 dólar = Bs 6,86                                           | 2023                                                        | 1 dólar = Bs 6,86                                           |
| 2013                                                        | 1 dólar = Bs 6,86                                           | 2024                                                        | 1 dólar = Bs 6,86                                           |
| 2014                                                        | 1 dólar = Bs 6,86                                           | 2025                                                        |                                                             |
| 2015                                                        | 1 dólar = Bs 6,86                                           |                                                             |                                                             |

## Principales causas

### Drástica caída de las Reservas Internacionales Netas (RIN)
Durante el primer gobierno de Evo Morales (2006-2010) así como también durante su segundo gobierno (2010-2015), las reservas internacionales netas comenzaron a crecer debido principalmente a los altos precios de las materias primas a nivel mundial que todos los países de América Latina experimentaron durante por lo menos una década (2004-2014). Sin embargo a partir del año 2015, durante el tercer gobierno de Morales (2015-2019) las reservas internacionales de Bolivia comenzarían a caer drásticamente hasta el extremo de situarse en los USD 6 830 millones de dólares.
Con el gobierno de Jeanine Áñez (2019-2020), las reservas también cayeron hasta llegar a los USD 5200 millones de dólares. Con la llegada al poder del presidente Luis Arce las reservas también cayeron hasta el extremo de llegar a los 3800 millones de dólares.    
| Gráfica histórica de las Reservas Internacionales Netas de Bolivia |
| ------------------------------------------------------------------ |
|                                                                    |

#### Comparativa con otros países
| Países de América Latina según la cantidad de Reservas Internacionales 2014                                   | Países de América Latina según la cantidad de Reservas Internacionales 2014                                   | Países de América Latina según la cantidad de Reservas Internacionales 2014                                   | Países de América Latina según la cantidad de Reservas Internacionales 2014                                   | Países de América Latina según la cantidad de Reservas Internacionales 2023                                  | Países de América Latina según la cantidad de Reservas Internacionales 2023                                  | Países de América Latina según la cantidad de Reservas Internacionales 2023                                  | Países de América Latina según la cantidad de Reservas Internacionales 2023                                  | Países de América Latina según la cantidad de Reservas Internacionales 2023                                  |
| N.° | País | Reservas Internacionales en el año 2014 (En Divisas y Oro)                                                    | Población (Habitantes) Año 2014                                                                               | N.° | País | Reservas Internacionales en el año 2023 (En Divisas y Oro)                                                   | Población (Habitantes) Año 2023                                                                              | Crecimiento de las Reservas (2014-2023)                                                                      |
| --- | --- | --- | --- | --- | --- | --- | --- | --- |
| 1° | Brasil | USD 363 570 millones                                                                                          | 203 459 650                                                                                                   | 1° | Brasil | USD 355 021 millones                                                                                         | 216 422 446                                                                                                  | - 2,35% |
| 2° | México | USD 195 681 millones                                                                                          | 118 755 887                                                                                                   | 2° | México | USD 214 316 millones                                                                                         | 128 455 567                                                                                                  | + 9,52% |
| 3° | Perú | USD 62 529 millones                                                                                           | 30 353 951 | 3° | Perú | USD 71 394 millones                                                                                          | 34 352 719                                                                                                   | + 14,1% |
| 4° | Colombia | USD 46 809 millones                                                                                           | 46 677 947 | 4° | Colombia | USD 59 040 millones                                                                                          | 52 085 168                                                                                                   | + 26,1% |
| 5° | Chile | USD 40 447 millones                                                                                           | 17 687 108 | 5° | Chile | USD 46 377 millones                                                                                          | 19 629 590                                                                                                   | + 14,6% |
| 6° | Argentina | USD 31 410 millones                                                                                           | 42 669 500 | 6° | Argentina | USD 23 080 millones                                                                                          | 46 654 581                                                                                                   | - 26,5% |
| 7° | Uruguay | USD 17 554 millones                                                                                           | 3 391 662 | 7° | Guatemala | USD 21 311 millones                                                                                          | 17 602 431                                                                                                   | + 190 % |
| 8° | Bolivia | USD 15 129 millones                                                                                           | 10 916 987 | 8° | Uruguay | USD 16 256 millones                                                                                          | 3 423 108 | - 7,39% |
| 9° | Guatemala | USD 7 330 millones                                                                                            | 15 306 316 | 9° | R. Dominicana                                                                                                | USD 15 546 millones                                                                                          | 11 332 972                                                                                                   | + 219% |
| 10° | Costa Rica | USD 7 211 millones                                                                                            | 4 844 288 | 10° | Costa Rica                                                                                                   | USD 13 225 millones                                                                                          | 5 212 173 | + 83,4 % |
| 11° | Paraguay | USD 6 986 millones                                                                                            | 6 090 721 | 11° | Paraguay | USD 9 885 millones                                                                                           | 6 861 524 | + 41,4 % |
| 12° | R. Dominicana                                                                                                 | USD 4 861 millones                                                                                            | 10 282 115 | 12° | Honduras | USD 7 543 millones                                                                                           | 10 593 798                                                                                                   | + 118% |
| 13° | Panamá | USD 4 032 millones                                                                                            | 3 888 793 | 13° | Panamá | USD 6 756 millones                                                                                           | 4 468 087 | + 67,5 % |
| 14° | Ecuador | USD 3 941 millones                                                                                            | 15 957 994 | 14° | Nicaragua | USD 5 446 millones                                                                                           | 7 046 310 | + 139% |
| 15° | Honduras | USD 3 458 millones                                                                                            | 9 127 846 | 15° | Jamaica | USD 4 868 millones                                                                                           | 2 825 544 | + 96,8% |
| 16° | El Salvador                                                                                                   | USD 2 693 millones                                                                                            | 6 209 526 | 16° | Ecuador | USD 4 441 millones                                                                                           | 18 190 484                                                                                                   | + 12,6% |
| 17° | Jamaica | USD 2 473 millones                                                                                            | 2 784 543 | 17° | El Salvador                                                                                                  | USD 3 426 millones                                                                                           | 6 364 943 | + 27,2% |
| 18° | Nicaragua | USD 2 276 millones                                                                                            | 6 208 676 | 18° | Haití | USD 2 368 millones                                                                                           | 11 724 763                                                                                                   | + 20,8% |
| 19° | Haití | USD 1 960 millones                                                                                            | 10 412 740 | 19° | Bolivia | USD 1 799 millones                                                                                           | 12 388 571                                                                                                   | - 88,1% |
| Fuente: Reservas Internacionales de los países latinoamericanos al 31 de diciembre, Banco Mundial (2014-2023) | Fuente: Reservas Internacionales de los países latinoamericanos al 31 de diciembre, Banco Mundial (2014-2023) | Fuente: Reservas Internacionales de los países latinoamericanos al 31 de diciembre, Banco Mundial (2014-2023) | Fuente: Reservas Internacionales de los países latinoamericanos al 31 de diciembre, Banco Mundial (2014-2023) | Fuente: Reservas Internacionales de los países latinoamericanos al 31 de diciembre Banco Mundial (2014-2023) | Fuente: Reservas Internacionales de los países latinoamericanos al 31 de diciembre Banco Mundial (2014-2023) | Fuente: Reservas Internacionales de los países latinoamericanos al 31 de diciembre Banco Mundial (2014-2023) | Fuente: Reservas Internacionales de los países latinoamericanos al 31 de diciembre Banco Mundial (2014-2023) | Fuente: Reservas Internacionales de los países latinoamericanos al 31 de diciembre Banco Mundial (2014-2023) |

### Déficit fiscal
Durante los gobiernos de Evo Morales y Luis Arce, la política económica se denominó "Modelo Económico Social Comunitario Productivo", la cual está basada en el impulso de la industrialización, por medio de la creación de empresas estatales, además de la expansión de los cargos de funcionarios públicos. El Estado, según lo enlistado en la Oficina Técnica para el Fortalecimiento de la Empresa Pública (o por sus siglas, OFEP), tiene en su posesión a varias empresas como son:
- Administradora de Servicios Portuarios-Bolivia (ASP-B)
- Agencia Boliviana de Información (ABI)
- Agencia Boliviana Espacial (ABE)
- Banco de Desarrollo Productivo (BDP)
- Banco Unión
- Boliviana de Aviación (BoA)
- Bolivia TV
- Chaco Energías S.A.
- Corporación de las Fuerzas Armadas para el Desarrollo Nacional (COFADENA)
- Corporación Minera de Bolivia (COMIBOL)
- Depósitos Aduaneros Bolivianos (DAB)
- Editorial del Estado Plurinacional de Bolivia
- Empresa Azucarera San Buenaventura (EASBA)
- Empresa Boliviana de Alimentos y Derivados (EBA)
- Empresa Boliviana de Cemento (Ecebol)
- Empresa Boliviana de Industrialización de Hidrocarburos (EBIH)
- Empresa Boliviana del Oro (EBO)
- Empresa Boliviana de Producción Agropecuaria (B-Agro)
- Empresa de Apoyo a la Producción de Alimentos (Emapa)
- Empresa de Servicios Aéreos Bolivianos (Esabol)
- Empresa Estratégica Boliviana de Construcción y Conservación de Infraestructura Civil (EBC)
- Empresa Estratégica de Producción de Abonos y Fertilizantes (EEPAF)
- Empresa Estratégica de Producción de Semillas (EEPS)
- Empresa Nacional de Telecomunicaciones (Entel)
  - Datacom S.R.L.
  - Entel Dinámica Digital S.R.L
  - Entel Bolivia S.A.C (Perú)
- Empresa Metalúrgica Karachipampa (EMK)
- Empresa Metalúrgica Vinto (EMV)
- Empresa Minera Colquiri (EMC)
- Empresa Minera Corocoro (EMCOROCORO)
- Empresa Minera Huanuni (EMH)
- Empresa Naviera Boliviana (Enabol)
- Empresa Pública Productiva Cartones de Bolivia (Cartonbol)
- Empresa Pública Productiva de Industrialización de la Hoja de Coca Boliviana (Kokabol)
- Empresa Pública Productiva Envases de Vidrio de Bolivia (Envibol)
- Empresa Pública Productiva Industria Boliviana de Aceites Ecológicos (IBAE)
- Empresa Pública Productiva Papeles de Bolivia (Papelbol)
- Empresa Pública Quipus (Quipus)
- Empresa Pública Yacana (YACANA)
- ENDE Corporación
  - Distribuidora de Electricidad ENDE del Beni S.A.M
  - Distribuidora de Electricidad La Paz S.A. (DeLaPaz)
  - Empresa de Luz y Fuerza de Cochabamba (ELFEC)
  - Empresa Eléctrica ENDE Corani S.A.
  - Empresa Eléctrica ENDE Guaracachi S.A
  - ENDE Andina S.A.M
  - ENDE Deoruro (Ex-Elfeo)
  - ENDE Servicios y Construcciones S.A
  - ENDE Tecnologías S.A.
  - ENDE Transmisión S.A.
  - ENDE Transmisión Argentina S.A (ETASA)
  - ENDE Valle Hermoso (Empresa Rio Eléctrico S.A.)
- Gestora Pública de Seguridad Social de Largo Plazo
- Mi Teleférico
- Radio Illimani
- Siderúrgica del Mutún
- Transportes Aéreo Bolivianos (TAB)
- Transporte Aéreo Militar (TAM)
- Yacimientos de Litio Bolivianos (YLB)
- Yacimientos Petrolíferos Fiscales Bolivianos (YPFB)
  - YPFB Andina
  - YPFB Aviación (Air BP Bolivia)
  - YPFB Chaco
  - YPFB Refinación
  - YPFB Transporte
  - Gas Transboliviano S.A. (GTB, joint-venture con Petrobras)

Debido a la cantidad inusitada de empresas, varias instituciones y organizaciones políticas denunciaron que estos generan gastos en los balances del Estado, debido a su falta de operatividad y que año tras año producen perdidas.

### Nacionalización de los Hidrocarburos y subvención
Durante los gobiernos de Jaime Paz Zamora (1989-1993), Gonzalo Sánchez de Lozada (1993-1997) y Hugo Banzer Suárez (1997-2001) se impulsó el modelo de la capitalización, la cual incluía la venta de varias de las empresas operativas de YPFB, a inversores extranjeros bajo un esquema de escisión. Andina fue adquirido por Petrobras; Chaco fue adquirido por Amoco, luego absorbida por BP; Transredes se vendió a un consorcio entre Enron y Shell plc pero fue vendida brevemente a AIE Transportadora (una filial española que se separó de Enron) antes de la nacionalización.
Después de las elecciones generales de Bolivia de 2005, donde ganó el dirigente indígena Evo Morales, su gobierno revirtió la medida, y en cambio, propuso la nacionalización de los activos de YPFB. A su vez, proclamó la subvención del combustible para todo el territorio nacional. El precio de la gasolina y el diésel se fijó en Bs. 3.74 y Bs. 3.72, respectivamente.
La medida se ratificó durante la subida de los precios de las materias primas, sin embargo, desde la caída de los precios así como de la producción gasífera en el año 2014, la subvención significó un gasto corriente para el Estado, ya que para el año 2023, significó una inversión de alrededor de USD 12.678 millones. Actualmente, Bolivia es uno de los países con la gasolina más barata de la región. La medida se analiza con cautela desde entonces, debido a un posible aumento de precios de la canasta familiar, dependientes de los hidrocarburos.

#### Producción gasífera boliviana (2000-2030)
Producción diaria promedio de Gas Natural de Bolivia 2000-2030 
 (En metros cúbicos por día)
Fuente: Instituto Nacional de Estadística de Bolivia
Debido a la política de nacionalización de recursos, así como acontecimientos importantes como la Crisis política en Bolivia de 2008, la falta de seguridad jurídica y los pocos incentivos para invertir, varios inversores potenciales dejaron de participar en el país sudamericano, lo que provoca que YPFB ostente el monopolio estatal de producción, refinación y distribución de combustible. La salida de empresas transnacionales como Petrobras o BP generó desconfianza a nuevos inversores.
Esto, a su vez, derivó en una deficiencia en la exploración y explotación de nuevos campos gasíferos, siendo infructuosos los intentos por descubrir nuevas reservas de gas.

## Primeros síntomas

### Paro cívico cruceño de 36 días por el censo 2023
En la actualidad aún se desconoce la fecha exacta del preciso momento en que empezó a escasear los dólares en Bolivia, sin embargo se conoce muy bien que el lugar de origen comenzó en la ciudad de Santa Cruz de la Sierra (ciudad tradicionalmente opositora a los diferentes gobiernos de Evo Morales y de Luis Arce) pues la susceptibilidad por una supuesta escases de dólares empezaría en dicha urbe ya desde noviembre de 2022 cuando luego de 36 días de paro cívico y manifestaciones en demanda de la realización del censo para el año 2023 (que finalmente se realizaría para 2024) traería como consecuencia el aumento de la demanda de dólares por parte de la población cruceña.

### Detención del gobernador Luis Fernando Camacho
Otro de los factores que también pudieron contribuir en el temor de la población cruceña por la posible ausencia de los dólares, fue la aprehensión del Gobernador del Departamento de Santa Cruz, Luis Fernando Camacho Vaca (electo democráticamente en las urnas en abril de 2021 con más del 55% de apoyo), dado que su arresto fue llevado a cabo el 28 de diciembre de 2022 por la policía boliviana (dependiente del Ministerio de Gobierno de Bolivia).
Esta medida gubernamental generó una gran conmoción social y política en gran parte de la población del Departamento de Santa Cruz (propiciada por el propio gobierno) que la gente empezó a manifestarse en las calles por la liberación del gobernador Camacho (llegando inclusive a atentar contra las instituciones públicas), sumándose de esa manera al paro cívico por el censo que un mes antes ya había traído graves consecuencias económicas para el departamento. Las redes sociales (especialmente en Santa Cruz) comenzaron a especular sobre una posible crisis cambiaria en Bolivia como consecuencia de las grandes pérdidas económicas originadas a causa de las manifestaciones por el paro cívico y el rechazo a la detención de Camacho. El dólar en Santa Cruz que a principios de octubre de 2022 se cotizaba en Bs 6,93 para la compra, subió a 6,95 para finales de diciembre de 2022 después de los conflictos sociales según las casas de cambió cruceñas
Esta situación obligó al propio Banco Central de Bolivia (BCB) a emitir un comunicado oficial a toda la opinión pública del país el 31 de diciembre de 2022 (el último día del año) en donde comunicaba que se descartaba cualquier devaluación de la moneda boliviana, recordando a la vez que se mantenía estable desde el 2 de noviembre de 2011.

## Consecuencias

### Creación del dólar paralelo

#### Subida del dólar en La Paz y a nivel nacional
Los primeros ligeros síntomas de la escasez de dólares en la ciudad de La Paz comenzarían a partir del 10 de febrero de 2023 cuando el periódico paceño Página Siete (de circulación nacional) informaba a toda la opinión pública del país que las casas de cambió habían decidido subir el tipo de cambio a Bs. 6,95 para la compra.

### Filas por la compra del dólar
Semanas después, se reportaron filas en varios bancos de Bolivia y se registraron denuncias por la restricción de acceder a monto elevados, por orden de la Autoridad de Supervisión del Sistema Financiero (ASFI).
Luego, el Banco Central de Bolivia y el Banco Unión (ambas, propiedad del Estado) anunciaron la venta de dólares en sus instalaciones, lo que provocaron filas largas por conseguir dólares.

### Polémica por aprobación de créditos en la Asamblea Legislativa Plurinacional
El Gobierno, en un intento de resolver la escasez de dólares, logró solicitar créditos y préstamos a organismos internacionales por un monto total de USD 633 millones (incluida a la Corporación Andina de Fomento), sin embargo, debido a que requiere la mayoría en la Asamblea Legislativa Plurinacional de Bolivia para la aprobación de créditos y a la división entre facciones del Movimiento al Socialismo entre alas "arcistas" y "evistas" (que —junto con las bancadas de Comunidad Ciudadana y Creemos— conforman la Asamblea), el gobierno de Luis Arce se vio envuelto en la retención de esos fondos, los cuales están congelados, viéndose obligado a pactar con varios diputados y senadores para su aprobación .

### Paros a nivel nacional
Sectores de la población iniciaron movilizaciones exigiendo al gobierno esclarecer la situación económica.

#### Paro del transporte pesado (29 de julio de 2024)
Los sindicatos de transporte de Bolivia anunciaron un paro nacional exigiendo la liberación de la subvención de los hidrocarburos, la venta de combustible en todo el país (debido a la racionalización), entre otros, con el objetivo de liberar el mercado de divisas.
Luego del paro nacional, el representante del transporte pesado, Héctor Mercado, exigió adelantar las elecciones nacionales, a lo cual, se sumó el apoyo del presidente del Comité Cívico pro Santa Cruz, Fernando Larach.El Gobierno acusó a las movilizaciones de ser un intento de golpe de Estado, aludiendo también al intento de golpe provocado meses antes.

## Comparación con otras etapas
Varios analistas políticos y economistas compararon la situación con la hiperinflación ocurrida entre los años 1982 y 1985, bajo el gobierno de Hernán Siles Zuazo, la cual se caracterizó por una etapa de incertidumbre económica, la destrucción del poder adquisitivo, la subida repentina del valor del dólar (a un máximo registrado de USD 1 por cada BOP 1.4 millones). La comparativa se produce porque ambos partidos en sus respectivos tiempos, son o fueron partidos de izquierda (tanto la UDP como el MAS-IPSP), sus medidas controvertidas (el control estricto de la economía, estatización, control de precios e impuestos elevados), así como su negativa a cambiar su modelo económico.
Así también, fue comparada por el corralito provocado antes de la crisis económica en Argentina. El Gobierno ha negado que exista un corralito en el sistema financiero de Bolivia.